# Književnost u 1908.
◄◄ | ◄ | 1905. | 1906. | 1907. | 1908.  | 1909. | 1910. | 1911. | ► | ►►
Arhitektura • Astronomija • Biologija • Film • Fotografija • Glazba • Kazalište • Kemija • Kiparstvo • Knjige • Književnost • Kršćanstvo • Meteorologija • Medicina • Planinarstvo • Politika • Pravo • Promet • Slikarstvo • Strip • Šport • Televizija • Znanost • Zrakoplovstvo • Željeznički promet
Književnost u 1908.

## Svijet

### Književna djela
- Dunavski peljar Julesa Vernea

### Nagrade i priznanja
- Nobelova nagrada za književnost:

### Rođenja
- 31. kolovoza – William Saroyan, američki književnik († 1981.)

## Hrvatska i u Hrvata

### Smrti
- 29. listopada – Silvije Strahimir Kranjčević, hrvatski pjesnik (* 1865.)

## Vanjske poveznice
|  | Zajednički poslužitelj ima još gradiva o temi Književnost u 1908. |